# Екскоріоз винограду
Екскоріо́з або плямистість чорна (лат. Phomopsis viticola) — грибкове захворювання винограду. Вражає всі зелені органи (пагони, листки, вусики, суцвіття, грона) і задерев'янілі частини виноградних кущів — однорічні пагони, плодові ланки, рукави і штамби.

## Симптоми хвороби у винограду
Перші ознаки з'являються в червні. На однорічних зелених пагонах спостерігається відмирання тканин кори навколо продихів. Некротичні плями з'являються і під корою. Вражені тканини мають вигляд чорно-бурих, спочатку овальних точок. В міру росту пагонів точки збільшуються, часто зливаються в довгасті плями. Вражені тканини розтріскуються. Найактивніше вражаються перші 6-7 міжвузлів. На листках хвороба викликає дрібні темно-коричневі некротичні плями. Вони часто оточені зеленувато-жовтою облямівкою. Вражені тканини листка засихають, листкові пластини розриваються, деформуються. Темно-коричневі плями з'являються також на вусиках, суцвіттях, зелених пагонах. При ураженні ягід, що дозрівають, вони стають темно-фіолетовими і неприємними на вигляд.
На здерев'янілих однорічних пагонах і багаторічній деревині виноградних кущів плямистість чорна викликає знебарвлення кори. Білясті плями з'являються навколо вузлів на перших міжвузл'ях, а при сильному розвитку хвороби — на плодових ланках, рукавах і штамбах.

## Збудник хвороби у винограду
Плямистість чорна викликається паразитним грибом Phomopsis viticola Sacc., який відноситься до класу недосконалих (Fungi imperfecti), порядку Sphaeropsidales (Picnidiales).
Гриб зимує в вигляді міцелія в тканинах деревини і кори. На вражених ділянках кори, де захисні реакції рослини ослаблені, восени і влітку утворюються численні пікніди. Спочатку вони дископодібні, потім стають кулястими, з товстими стінками. Формування пікнід розпочинається під епідермісом.
Рано навесні, при температурі вище 8о С пікніди розривають тканини епідерміса і виходять назовні. При великій вологості вони набухають і проростають. Із пікнід, які проросли, виходить світло-жовта тягуча маса, яка містить численні пікноспори. В пікнідах Ph. viticola утворюються спори двох видів — овальні, еліпсоподібні, прозорі з двома краплями масла на полюсах α-спори (розміром 6-15х1,7-5,4 мкм) і ниткоподібні зігнуті β-спори (розміром 12-35х0,6-1,7 мкм). Відношення в пікнідах α- і β-спор сильно варіює і залежить від сорту винограду і стану кущів. На непригнічених кущах в основному розвиваються α-спори, на пригнічених кущах частіше утворюються обидва види спор, а на загиблих кущах — β-спори. Зараження рослин викликають тільки α-спори.
Спори збудника переносяться краплями дощу, вітром, комахами. Потрапляючи на зелені частини куща, на кору рукавів, штамбів, в тріщини деревини, α-спори проростають і викликаютьнове зараження рослин. Виноградні кущі часто заражаються через рани, які наносяться при обламуванні пагонів та інших механічних пошкодженнях кущів. Плямистість чорна розвивається при діапазоні температур від 15 до 35 °C. Оптимальна температура 23 °C.
Плямистість чорна найактивніше розвивається в районах з підвищеною вологістю. Хвороба вражає всі європейські сорти, а також гібриди — прямі виробники. Плямистість чорна знайдена і на підщепних сортах.
Плямистість чорна викликає деформацію листків, що послаблює фотосинтез листового апарата. Вражаючи однорічні пагони, хвороба призводить до загибелі 60 % бруньок на нижніх міжвузлях. Пагони, які розвиваються зміщуються до кінця плодових стрілок, вони легко відламуються. Через недостатнє накопичення поживних речовин ослаблюється стійкість кущів проти несприятливих зимових умов. Лози, вражені плямистістю чорною, непридатні для виробництва саджанців, оскільки характеризуються невеликою активністю калусоутворення, легко вражаються хворобами в період зберігання.
Вражаючи багаторічну деревину кущів, плямистість чорна руйнує її і викликає відмирання плодових ланок, рукавів, штамбів, загибель виноградних кущів.
Таким чином, шкідливість плямистості чорної виявляється у враженні зелених і дозрілих одно- і багаторічних органів виноградних кущів. Це призводить до враження нижніх бруньок на пагонах, зміщення врожаю по довжині пагона, до прогресуючого оголення рукавів, зменшенню продуктивності кущів. При використанні вражених прищепних лоз для виробництва привитого посадкового матеріалу зменшується вихід саджанців (відповідно до степені враження бруньок прищепи хворобою).

## Боротьба з екскоріозом винограду
Захист виноградних кущів від плямистості чорної утруднюється в зв'язку з тим, що міцелій Ph. viticola проникає глибоко в тканини деревини і недоступний для фунгіцидів. Спори гриба знаходяться в пікнідах і також захищені від фунгіцидів товстим шаром клітин. Крім того, гриб утворює спори, які здатні заражати рослину протягом всього періоду вегетації.
Для послаблення шкідливості хвороби використовується комплекс агротехнічних і хімічних заходів. Інфекційний запас хвороби різко зменшується при ретельному видаленню і негайному спаленню сильно вражених частин виноградних кущів після обрізки. Розвиток плямистості чорної стримують агроприйоми, які направлені на покращення умов росту і розвитку кущів: своєчасна підв'язка, видалення безплідних пагонів, внесення збалансованих добрив і використання мікроелементів.
Хімічні методи боротьби використовуються для знищення пікнід — джерела повторного зараження і для захисту рослин від зараження спорами.
До розпуску бруньок, а також в період зростання пагонів проводять обробку органічними препаратами — фолпетом, манебом та іншими, витрачаючи 4—5 кг/га. Викореняючі обробки до розпуску бруньок 1%-м розчином ДНОКа або 2%-м розчином нітрофена також ефективні в боротьбі з екскоріозом.
Фунгіциди: Антракол (1,5-2,5 кг, л на 1 га), Кабріо Топ (2 кг, л на 1 га), Натіво 75 (0,16-0,18 кг, л на 1 га) тощо.